# Nishio
Nishio (jap. 西尾市 Nishio-shi) – miasto w Japonii, w prefekturze Aichi, na wyspie Honsiu.
1 kwietnia 1889 roku w powiecie Hazu została utworzona miejscowość Nishio. 1 maja 1906 roku teren miejscowości powiększył się o wioskę i części wiosek Nishinomachi, Okutsu i Taihō (z powiatu Hazu). 1 grudnia 1952 roku miejscowość powiększyła się o część wsi Fukuchi (z powiatu Hazu). 15 grudnia 1953 roku miasteczko Nishio połączyło się z częścią miasteczka Hirasaka i zdobyło prawa miejskie. 10 sierpnia 1954 roku miasto powiększyło się o miejscowości Heisaka, Terazu i wioski Fukuchi i Muroba, 1 stycznia 1955 roku – o wioskę Miwa (z powiatu Hazu), a 1 kwietnia 1955 roku – o część wsi Meiji (z powiatu Hekikai). 1 kwietnia 2011 roku miasto powiększono o teren miejscowości Isshiki, Kira i Hazu (z powiatu Hazu).

## Położenie
Miasto leży w południowej części prefektury i sąsiaduje z:
- Okazaki
- Hekinan
- Anjō

## Populacja
Zmiany w populacji Nishio w latach 1970–2015:
| Rok  | Populacja |
| ---- | --------- |
| 1970 | 130 913   |
| 1975 | 140 563   |
| 1980 | 146 010   |
| 1985 | 152 462   |
| 1990 | 155 559   |
| 1995 | 158 693   |
| 2000 | 159 788   |
| 2005 | 163 232   |
| 2010 | 165 318   |
| 2015 | 167 990   |

## Miasta partnerskie
- Nowa Zelandia: Porirua
- Japonia: Echizen
- Japonia: Ena